# Aril Brikha
Aril Brikha (nacido en Teherán, Irán) es uno de los líderes mundiales de música techno. Estuvo nominado para el Mejor Álbum Dance en la gala Premio de Oro de la radio nacional sueca, gala celebrada en su país de adopción, Suecia.

## Biografía
Aril Brikha, iraní de nacimiento, criado en Suecia emigrando a la ciudad escandinava de Estocolmo y adoptado musicalmente por Detroit es uno de los productores más destacados del panorama actual. Empezó escuchando música blanca como Depeche Mode, Front 242 o Jean Michel Jarre antes de descubrir los sonidos de Robert Hood o Underground Resistance.
Como no encontró respuesta entre los sellos de su país se decidió a mandar una demo a Transmat que fue muy bien recibida por Derrick May. The Art of Vengeance EP incluía un tema mágico: Groove La Chord. El éxito del tema le ayudó a facturar todo un LP como Departure In Time. 
Sus creaciones, desde su álbum de debut, no encajan en ninguna clasificación al uso, como mucho la de música sencilla con un resultado complicado. Atmósferas oscuras a la vez que ligeras, ritmos sencillos a la vez que complejos, texturas fluidas a la vez que ricas, sonidos chirriantes aunque también delicados, a veces serio pero también divertido: la simplicidad de la complejidad. 
El sueco mezcla soul y funk en clave Detroit tal y como queda enmarcado en su 12” con dos temas para los belgas de Music Man y una referencia para Kompakt que hace pensar a sus seguidores que cambia de sonido. En esas estamos hasta que llega junio de 2007 y después de deshojar la margarita durante seis años se decide a publicar su nuevo álbum Ex Machina en el sello británico Peacefrog. Ese mismo año debuta en el sello Kompakt con el doce pulgadas con Winter EP.

## Discografía

### Álbumes
- 2007: Ex Machina
- 2000: Deeparture In Time

### Sencillos y EP
- 1998: "Art Of Vengeance EP" (Fragile Records)
- 2000: "Deeparture In Time" (Transmat)
- 2003: "Simplicity" (Absoluttracks.com)
- 2005: "Prey For Peace" (Music Man Records)
- 2007: "Winter E.P." (Kompakt)
- 2007: "Room 337 / Kept Within" (Peacefrog Records)
- 2007: "For Mother / Lady 707" (Peacefrog Records)
- 2007: "Akire" (Poker Flat Recordings)
- 2010: "Deeparture In Time - The Remixes" (Art Of Vengeance)
- 2011: "Forever Frost" (Art Of Vengeance)
- 2011: "Palma" (Art Of Vengeance)
- 2012: "Definition Of D" (Art Of Vengeance)
- 2014: "Hope" (con Deep'a & Biri) (Black Crow Records)

### Remixes
- 2001: John Thomas – Vision
- 2002: Adam Beyer – Ignition Key
- 2005: Jori Hulkkonen feat Nick Triani – Science
- 2007: Deetron feat. Ovasoul7 – I Cling
- 2008: Tgr Lou – The Less You Have To Carry
- 2011: Kollektiv Turmstrasse – Uneins (Aril Brikha Version)
- 2011: Joel Mull – Sensory
- 2011: Octave One – Daystar Rising
- 2012: Sailor & I – Tough Love
- 2013: Christian Vance – Uneasy Me
- 2013: Estroe – Sustainable Illusion